# NGC 7575
NGC 7575 ist eine aktive Linsenförmige Galaxie vom Hubble-Typ S0 im Sternbild Fische auf der Ekliptik.  Sie ist schätzungsweise 456 Millionen Lichtjahre von der Milchstraße entfernt und hat einen Durchmesser von etwa 60.000 Lichtjahren. Sie ist als Seyfert-1-Galaxie klassifiziert, ein spezieller Typ sehr heller Galaxien, die zur Gruppe der Aktiven Galaxienkerne (AGN) gezählt werden.
Im selben Himmelsareal befinden sich u. a. die Galaxien NGC 7591 und IC 1481.
Das Objekt wurde am 29. August 1864 vom deutschen Astronomen Albert Marth entdeckt.